# Refugee Radio Network
Das Refugee Radio Network (RRN) ist ein Internetradio, das als die erste Radiostation Deutschlands von und für Geflüchtete gilt. Das Programm wird in Hamburg produziert und richtet sich insbesondere an Flüchtlinge in Europa, Nahost und Afrika. Der aus Nigeria stammende Gründer und Chefredakteur, Larry Macaulay, wurde 2016 mit dem zweiten Preis bei der Verleihung des Alternativen Medienpreises in der Kategorie Audio/Hörfunk für die Gründung von RRN ausgezeichnet.

## Programm, Themen und Struktur
Mit seinem Programm zielt RRN auf eine globale Gesellschaft, in der Frieden und Menschenwürde Priorität haben. Konkret sollen die Probleme der von Flucht und Migration betroffenen Menschen angesprochen und nach Lösungen gesucht werden. Ein besonderes Augenmerk gilt hierbei Frauen und Jugendlichen. Die Sendungen von RRN sind auf die Themenbereiche Gesundheit, Bildung, Armutsbekämpfung, Klimawandel und Umwelt sowie Flucht und Migration ausgerichtet. Dabei werden auch Erfahrungen bei einer schwierigen Flucht oder bei sozialer Ausgrenzung im Zielland zur Sprache gebracht. RRN versteht sich dabei als Graswurzelbewegung.
Zu den Zielgruppen von RNN zählen neben Flüchtlingen und Migranten auch Alteingesessene.
Über Tide 96.0 und Freies Sender Kombinat werden Sendungen von RRN terrestrisch ausgestrahlt. RRN arbeitet mit einer Reihe freier deutscher und österreichischer Radiosender zusammen, so auch mit den Lokalradios Alex Radio Berlin und Radio Unerhört Marburg sowie mit den öffentlich-rechtlichen Sendern BR (Jugendmagazin Zündfunk) und dem NDR. Insgesamt gesehen haben Radiostationen in Berlin, Marburg, Stuttgart, Schwäbisch Hall und Wien einzelne Sendungen von RRN in ihr Programm aufgenommen.
Die ersten Förderer von RNN waren die Stiftung „:do“, die evangelische Nordkirche und der Softwareentwickler Easirun. Teils finanziert sich RNN durch Crowdfunding. Das Projekt wird zu einem hohen Anteil von ehrenamtlicher Arbeit getragen; nach Angaben von RRN arbeiten alle Moderatoren ohne Entlohnung.

## Geschichte
Der nigerianische Betriebswirt und Bauzeichner Larry Moore Macaulay prangerte Menschenrechtsverletzungen in Nigeria an, musste nach Libyen migrieren, und eröffnete dort eine Baufirma. 2011 brach dort der Bürgerkrieg aus, und Macaulay floh über das Mittelmeer nach Italien. Dort stellte er fest, dass es tiefes Unverständnis zwischen den Migranten und den Italienern gibt und gründete das Kulturprojekt „The African Vibration“. Das Projekt vermittelte Migranten in Workshops die Alltagskultur und Sprache ihres Gastlandes. Nachdem er zwei Jahre nach seiner Ankunft den Asylstatus erhalten hatte, suchte er mehrere europäische Länder auf, um einen Standort für einen Radiosender zu finden. Inspiriert von „Lampedusa in Hamburg“ besuchte er 2013 Hamburg und gründete dort 2014 gemeinsam mit zwei ebenfalls aus Nigeria Geflüchteten, Sammy Ojay und Asuquo Udo, das Refugee Radio Network.
Nach eigenen Angaben war das Refugee Radio Network zum Zeitpunkt seiner Gründung das einzige Flüchtlingsradio in Deutschland, inzwischen gebe es viele weitere. Der Mediendienst Integration des Rates für Migration listet RNN als „die erste Radiostation von und für Geflüchtete“.
RNN ist Kernbestandteil des Projektes Refugee Radio Network Awareness Network, das laut RNN den Menschenrechten und der Entwicklung verpflichtet ist. RRN gestaltete 2016 auch eine Live-Show über Web TV und organisierte mit Unterstützung des Europarates gemeinsam mit der Arbeitsgemeinschaft Radio e.V und der Kampnagel Internationale Kulturfabrik die Konferenz Conference on Migration and Media Awareness 2017, welche parallel zur Zukunftswerkstatt Community Medien 2017 des Bundesverbandes Freier Radios stattfand. Die Konferenz und das RRN werden u. a. von der Robert Bosch Stiftung gefördert.

## Vergleichbare Projekte
Das Internetradioprojekt Radio Good Morning Deutschland wurde am 1. Mai 2016 zunächst als künstlerisches Projekt von und für Flüchtlinge initiiert.